# Sódóma Reykjavík
Sódóma Reykjavík – komedia islandzka z 1992 roku. Reżyserem i scenarzystą filmu jest Óskar Jónasson.
Akcja filmu toczy się w Reykjavíku. Młody mechanik samochodowy Axel musi odnaleźć pilota od telewizora, który przez przypadek został wyniesiony z mieszkania jego matki.